# Vasiliká (Thessalonique)
Vasiliká, en grec moderne : Βασιλικά, est une ville et un ancien dème du district régional de Thessalonique, en Macédoine-Centrale, Grèce. Depuis 2010, il est fusionné au sein du dème de Thérmi.
Selon le recensement de 2011, la population du dème s'élève à 9 911 habitants tandis que celle de la ville compte 3 762 habitants.